# Cyclophora teutonaria
Cyclophora teutonaria là một loài bướm đêm trong họ Geometridae.